# Am Osterberg 4, 6, Jägerstieg 1 (Gernrode)

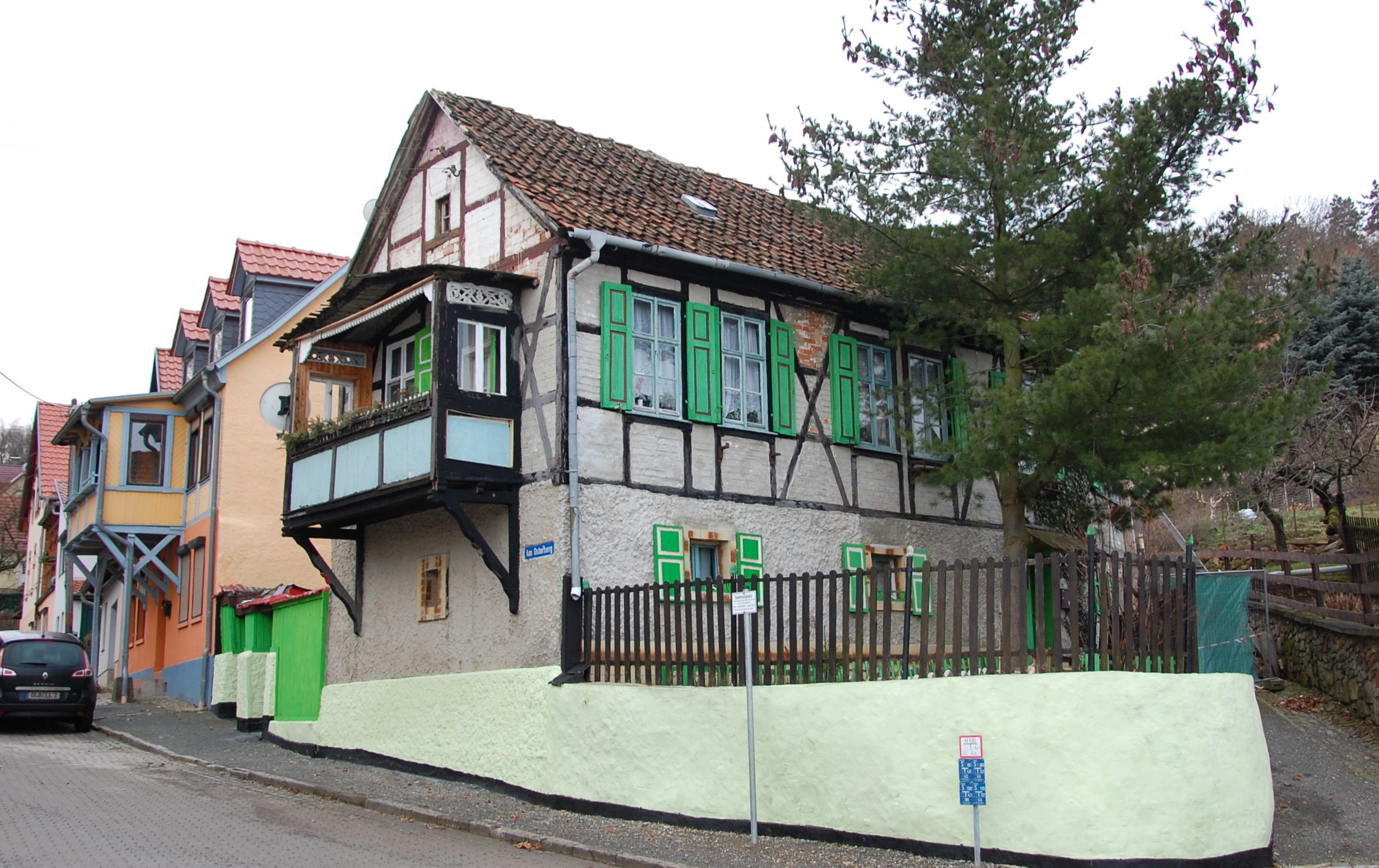
Häusergruppe Am Osterberg 4, 6, Jägerstieg 1

Am Osterberg 4, 6, Jägerstieg 1 ist die im örtlichen Denkmalverzeichnis eingetragene Bezeichnung für eine denkmalgeschützte Häusergruppe im zur Stadt Quedlinburg in Sachsen-Anhalt gehörenden Ortsteil Stadt Gernrode.

## Lage
Sie befindet sich südlich des historischen Ortskerns von Gernrode, westlich der Straße Am Osterberg. Die Straße weitet sich hier in Form eines Platzes, im Zuge eines aus sieben Strahlen bestehenden Straßensterns, auf.

## Architektur und Geschichte
Zur Häusergruppe gehören drei im 19. Jahrhundert entstandene Fachwerkhäuser. An zwei Häusern befinden sich, typisch für den Harz, beschnitzte Balkonvorbauten.